# Александрійський флот
Александрійський Августів флот (лат. Classis Augusta Alexandrina) — один з невеликих провінційних флотів у складі давньоримського флоту часів Римської імперії, що діяв у I до н. е. — V ст. н. е. Охороняв узбережжя Єгипту.

## Історія
30 року до н. е. після перемоги над Марком Антонієм було захоплено 300 суден. До того Октавіан Август мав 400 суден.. Досвід громадянських воєн доводив важливість контролю морських шляхів, до того своє становище новий імператор ще вважав досить міцним. Зайві кораблі було спалено або розібрано, а невеличку частину було перетворено на флот. Власне його розбудово займався Гай Корнелій Галл, префект Єгипту. Його наступник — Гай Елій Гал — маючи на меті підкорення Сабейське царство в Щасливій Аравії, створив перевів флот до Червоного моря, де його суттєво збільшив. Римляни зуміли дійти до столиці Маріб, але флот в цій кампанії відіграв незначну роль.
З цього часу про його діяльність обмаль відомостей. 44 року н.е. з частини Александрійського флоту імператор Клавдій створив Мавретанський флот. За часів імператора Траяна було утворено флотилію в Червоному морі. Виступав як допоміжний під час придушення Другого юдейського повстання у Єгипті та Киренаїці Квінтом Марцієм Турбоном, префектом Мізенського флоту. Втім під час третього юдейського повстання діяв як самостійна одиниця, перекидаючи до Палестини війська й спорядження.
За часів імператора Коммода з частини Александрійського флоту було створено окремий Лівійський флот. У 324 році кораблі флоту брали участь у війні імператора Ліцинія I проти імператора Костянтина I. Ймовірно зберігся до утворення Східної Римської імперії, частиною флоту якого згодом став.

## Характеристика
Головною базою була Александрія. Стоянками (лат. stationes) були: Фіви, Береніка Троглодіта, Арсіноя Герополітська. Для потреб флоту використовувався Фароський маяк. Загальний склад вояків становив 1 тис. Забезпечував охорону узбережжя Єгипту в Середземному та Червоному морях, також діяв річкою Ніл, невеличка флотилія діяла в Червоному морі. Основним завданням було захист торгівельних шляхів, а також транспортування військ, перевезення вищих посадових осіб. Ймовірно в Александрії існувала школа моряків та триєрархів (капітанів), оскільки в багатьох інших флотах імперії було доволі багато представників Єгипту.
В I ст. до н. е. складався з 8 суден: 1 триреми («Тавр»); 7 лібурн («Дракон», «Фідес», «Лупа», «Меркурій», «Нептун», «Ніл», «Сол»). Напочатку III ст. мав у складі 80 трирем. Загальна чисельність моряків становило 2,5 тис. осіб.
Розмір платні рядових змінювався від 75 денаріїв на рік (за Августа) до 225 (за Каракалли). Префект флоту отримував 60 тис. сестерціїв на рік.

## Управління
Август призначив на чолі флоту префекта (лат. praefectus classis) з числа вершників в статусі procuratores centenarii, що мав статки 100 тис. сестерціїв на рік. Підпорядковувався префекту Єгипту. Напочатку 70-х років імператор Веспасіан підвищив префекта флоту зі статусу sexagenarius до ducenarius.
Заступником і першим помічником префекта флоту був субпрефект. Далі йшли 2 препозити флоту, які під час великих компаній могли очолювати окремі з'єднання кораблів. Капітани кораблів називалися трієрархами (лат. trierarchus), командувачі «ескадрами» — навархами (лат. nauarchus), старший з яких називався першим навархом (лат. nauarchus princeps) навархом-архікерманичем (лат. nauarchus archigybernes). У III ст. було впроваджено посаду морського трибуна (лат. tribunus classis), який перебрав обов'язки першого наварха. Пізніше його назвали також трибун лібурн (лат. tribunus liburnarum).
Екіпаж складався з трієрарха, 44 веслярів (лат. remiges), 16 маніпуларіїв, 4 осіб морського персоналу, відповідального за командування кораблем (лат. classiari). Термін служби зазвичай становив 26 років, з III ст. — 28 років, іноді відомі й більш тривалі терміни служби. Після почесного звільнення (лат. honesta missio) вони отримували компенсацію грошима або шматком орної землі, здобуття римського громадянства і права одружуватися.

### Відомі очільники
| Прізвище              | Каденція |
| --------------------- | -------- |
| Марк Аппулей          | 110-ті   |
| Квінт Марцій Гермоген | бл.134   |
| Тенагіон Проб         | 269—270  |
| Гай Вібій Кварт       |          |